# Dynamisches Auskunfts- und Informationssystem

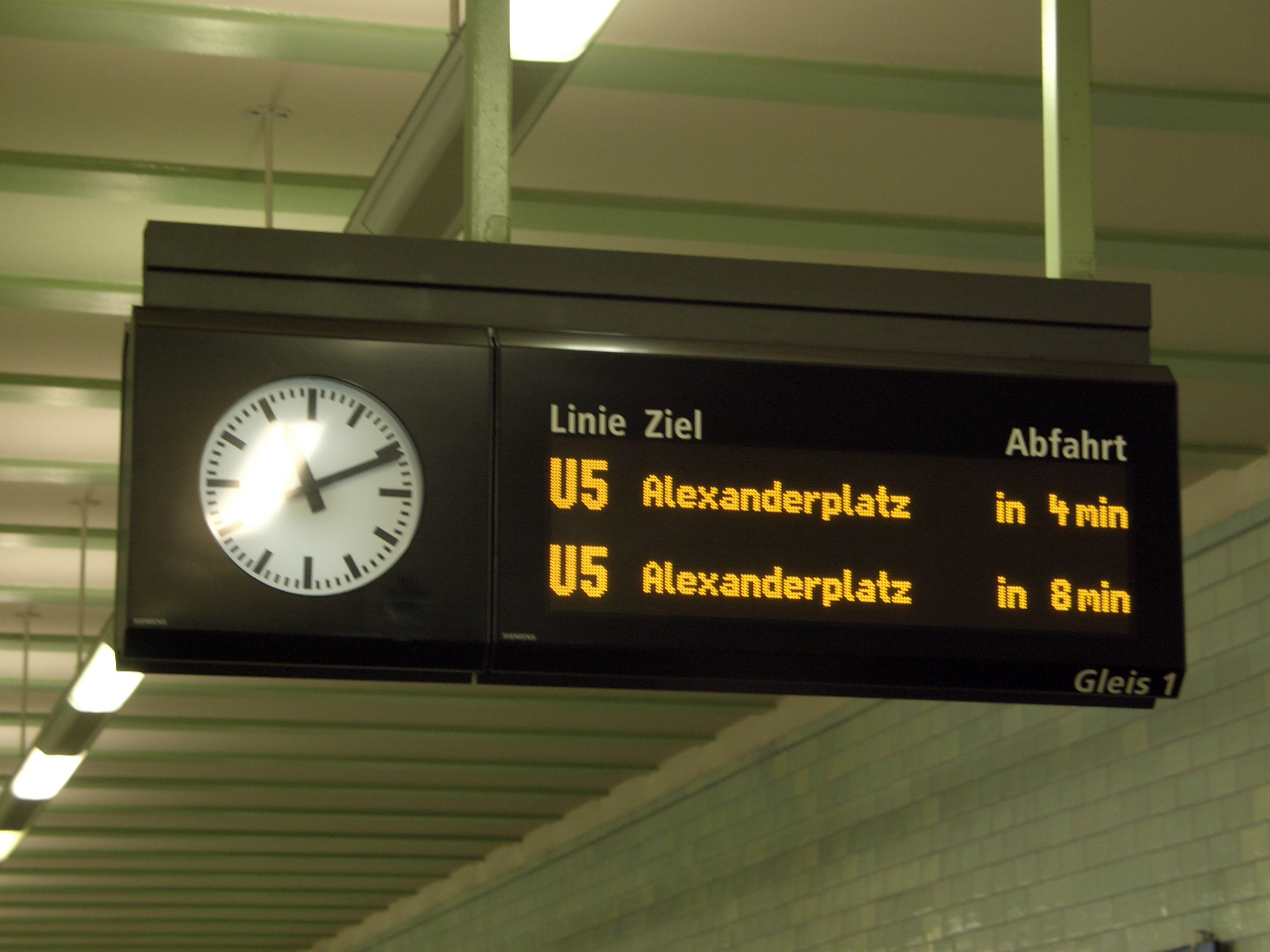
DAISY-Anzeiger vor Update am U-Bahnhof Samariterstraße

Das Dynamische Auskunfts- und Informationssystem (DAISY) der Berliner Verkehrsbetriebe (BVG) ist ein System zur Dynamischen Fahrgastinformation und versorgt die Fahrgäste an den Haltestellen der BVG mit Informationen über die nächsten Abfahrten. DAISY wurde für die Bereiche Oberflächenverkehr (Bus, Straßenbahn) und U-Bahn aufgebaut.

## Funktionsprinzip
Die Betriebsleitsysteme der U-Bahn (Leitsystem LISI) und des Oberflächenverkehrs ermitteln kontinuierlich die Standorte der Fahrzeuge und führen diese Ist-Daten mit den Soll-Daten gemäß Fahrplan zusammen. Die hieraus errechneten prognostizierten Abfahrtszeiten werden auf den elektronischen Anzeigetafeln dargestellt. Darüber hinaus können die Mitarbeiter der jeweiligen Leitstelle händisch Sondertexte generieren und anzeigen lassen. Im gesamten Netz sind derzeit (Stand: Mai 2018) 1522 Anzeiger installiert.
Die baldige Abfahrt eines Fahrzeugs wird durch Blinken des Zieltextes angekündigt. Nach Abfahrt des Fahrzeugs wird die Zeile gelöscht und eine weitere zukünftige Abfahrt rückt nach. Auf der letzten Zeile der Anzeige können allgemeine Informationen als Lauftext dargestellt werden. Es ist außerdem möglich, die gesamte Anzeige mit einem sogenannten Sondertext zu überschreiben, so z. B. als Information bei Betriebsstörungen oder Baumaßnahmen.

## U-Bahn

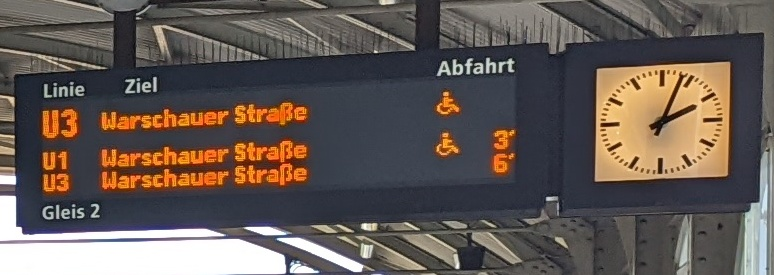
DAISY-Anzeiger nach Update am U-Bahnhof Görlitzer Bahnhof

Bei der U-Bahn sind alle Stationen mit DAISY-Anzeigern ausgerüstet worden, derzeit (Stand: Mai 2018) sind hier 899 Anzeiger installiert. Hierbei kommen – je nach verfügbarem Platz – zwei unterschiedliche Größen zum Einsatz. Das vorwiegend verwendete größere Modell ist zweizeilig ausgeführt. Auf Bahnhöfen mit geringer Deckenhöhe wie z. B. Uhlandstraße wurden kleinere Displays montiert, die zunächst nur eine einzeilige Anzeige ermöglichten. Durch ein Software-Update können seit Ende 2016 auch diese Anzeiger zweizeilig betrieben werden.
Auf oberirdischen Bahnhöfen wurden tageslichtfähige Anzeiger angebracht. Auf der Linie U1 wurden diese speziellen Anzeiger im September 2019 durch reguläre Modelle ersetzt.
An den Umsteigebahnhöfen gibt es zusätzliche Umsteige-Anzeiger für die korrespondierenden Linien.
Bei Störungen des Betriebsablaufs sollen Mitarbeiter in einer der drei Fahrgastinformations-Leitstellen für die erforderlichen Fahrgast-Informationen sorgen. DAISY bei der U-Bahn wird durch akustische Informationen ergänzt. Das Design wurde inzwischen (Stand: April 2024) erneut angepasst. So zeigt DAISY mit Hilfe von Symbolen an, ob die nächsten Abfahrten barrierefrei sind und ob es sich um Kurzzüge handelt. Ferner wurde die Minutenanzeige angepasst, die Worte in und min durch ein Apostroph ersetzt.

## Straßenbahn und Bus
Bei Straßenbahn und Bus ist nur ein Teil der Haltestellen ausgestattet worden. Im Mai 2016 waren 296 Anzeiger an 143 Straßenbahnhaltestellen, 288 Anzeiger an 120 Bushaltestellen und 19 Anzeiger an 14 Kombi-Haltestellen installiert. Ergänzt werden diese durch 9 größere Info-Tafeln. Derzeit (Stand: Mai 2018) existieren 331 Anzeiger bei der Straßenbahn, 282 Anzeiger beim Bus sowie 10 große Anzeiger an Umsteigeknoten.
Die Anzeiger der Straßenbahn zeigen größtenteils drei bzw. sechs Abfahrten an, während die Anzeigen beim Bus zwei bzw. fünf Abfahrten gleichzeitig darstellen. Die vier Übergangsanzeiger befinden sich an den U-Bahnhöfen Hellersdorf und Osloer Straße (je 2×). Sogenannte Info-Tafeln befanden sich an den Flughäfen Tegel und Schönefeld sowie am S-Bahnhof Südkreuz, am Zentralen Omnibusbahnhof ZOB, am S+U-Bahnhof Rathaus Steglitz im Busbahnhof Steglitzer Kreisel sowie am Hauptbahnhof (2×).
Bis 31. Dezember 2007 war es mit Fahrinfo SMS möglich, an jeder Haltestelle mit der jeweiligen Haltestellennummer die nächsten Abfahrten per SMS auf dem Mobiltelefon abzufragen. Aktuell befindet sich ein QR-Code auf dem Fahrplanaushang, über den sich mit einem Mobiltelefon die Ist-Abfahrtszeiten von der BVG-Webseite (bvg.de) abrufen lassen.

### Kosten
Laut einer parlamentarischen Anfrage entstehen Kosten pro Haltestelle für die aufzustellenden Anzeiger, die Steuertechnik, Montage sowie Strom- und Datenversorgung in Höhe von ca. 30.000 Euro. Die Betriebskosten belaufen sich auf ca. 1.500 Euro pro Anzeiger pro Jahr.

## Bildergalerie

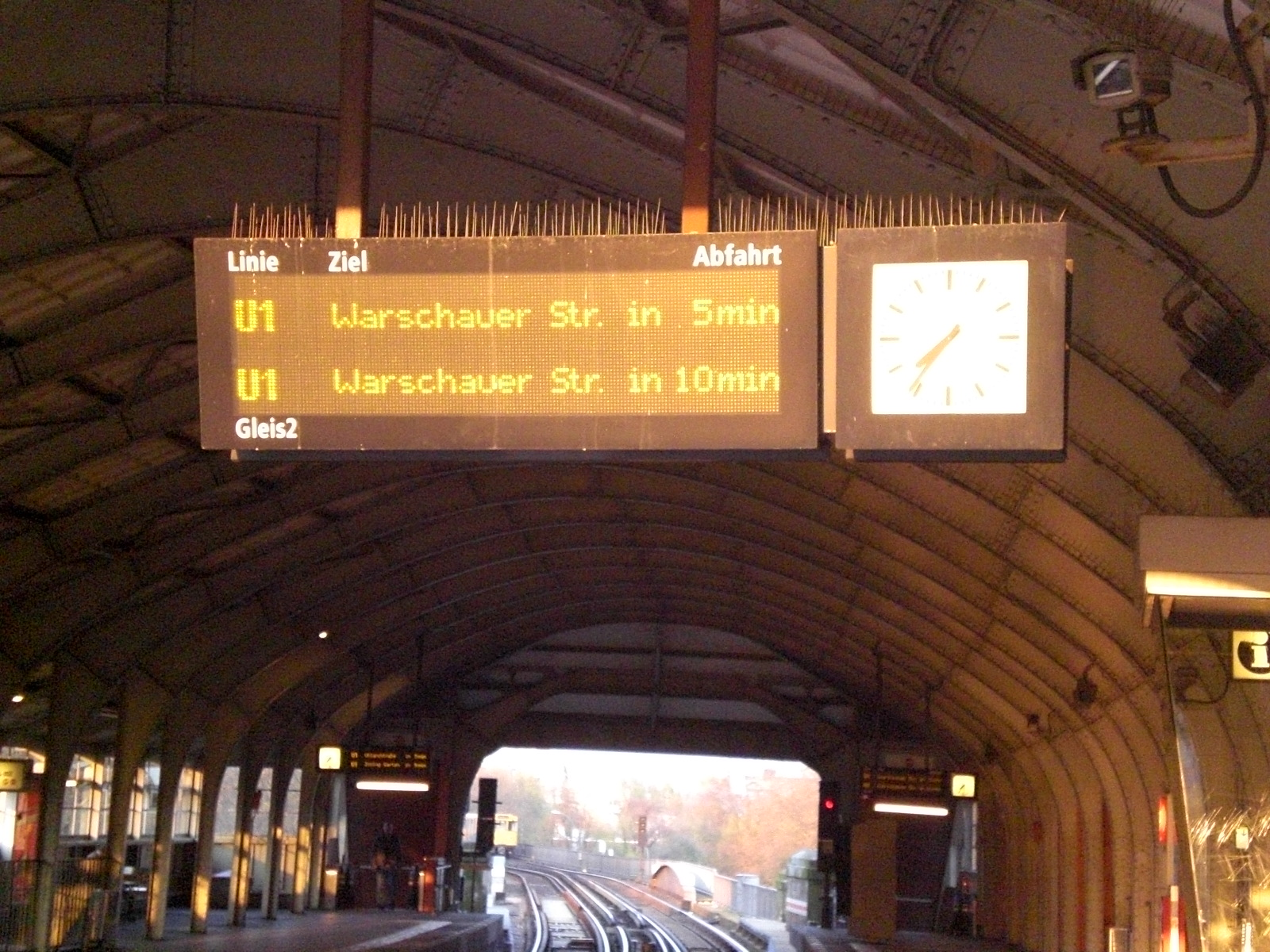
Tageslichtfähiger Anzeiger (Hallesches Tor)
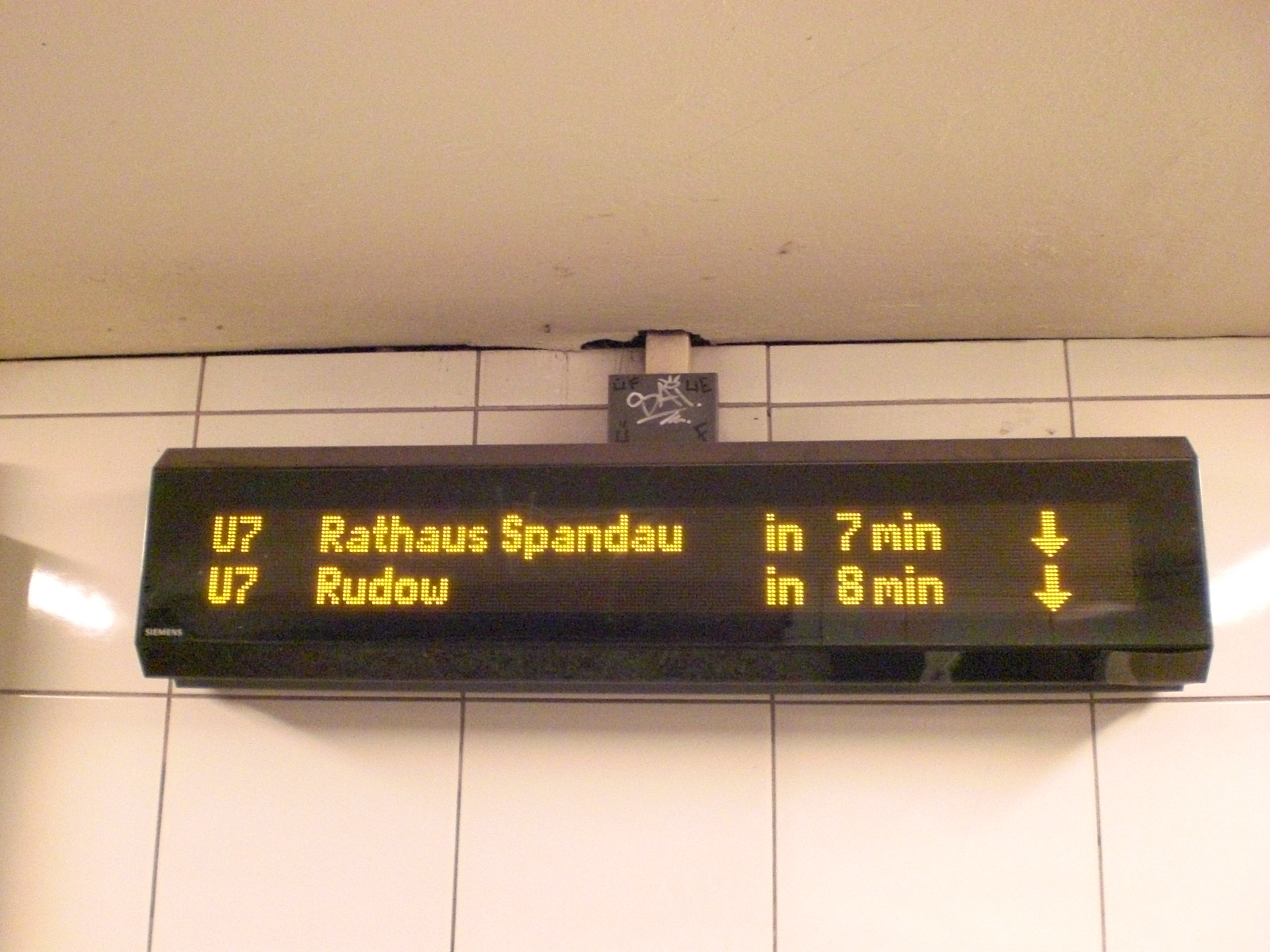
Umsteige-Anzeiger (U-Bhf. Berliner Straße)
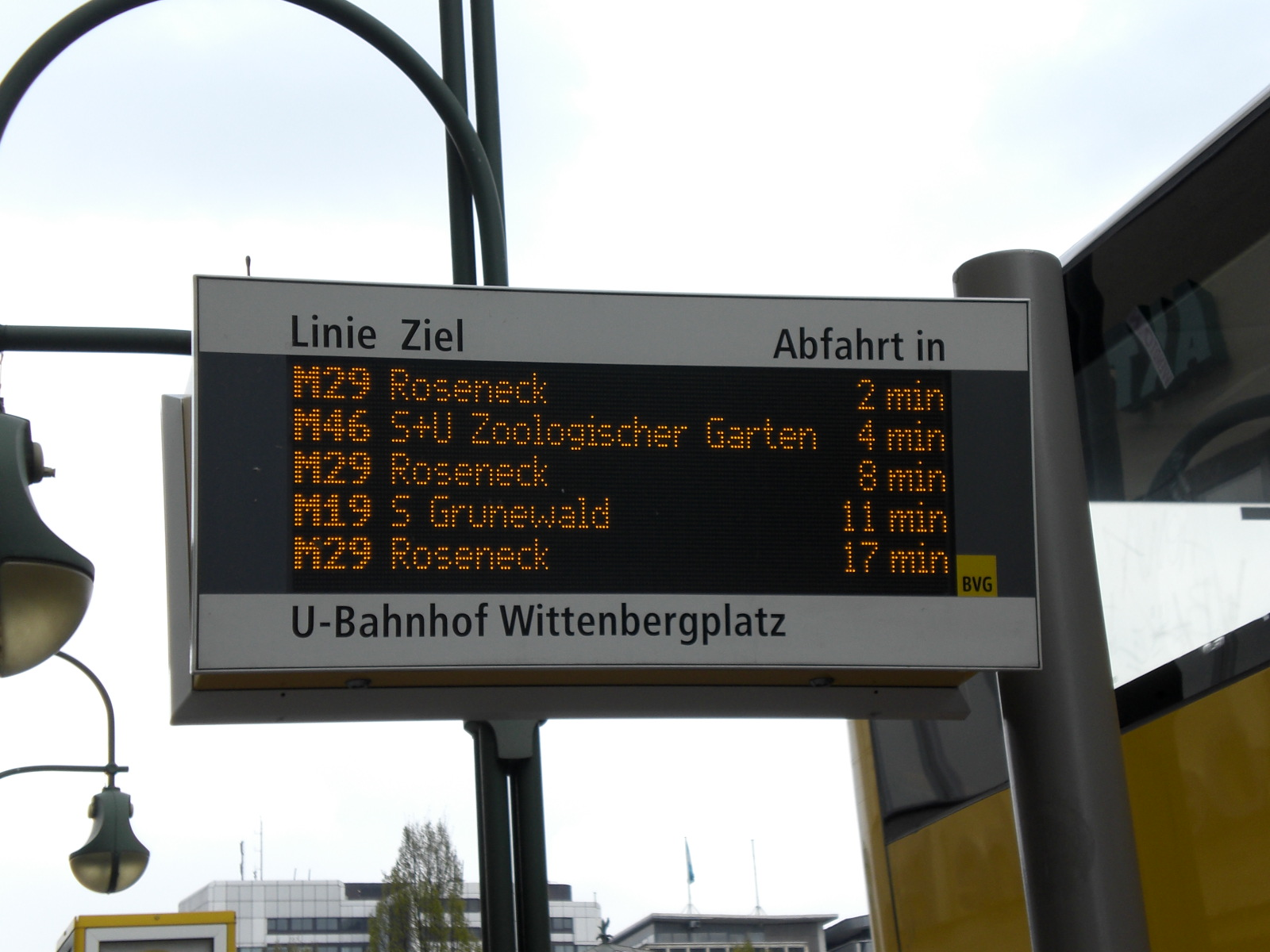
Anzeiger Bus (Tauentzienstraße)
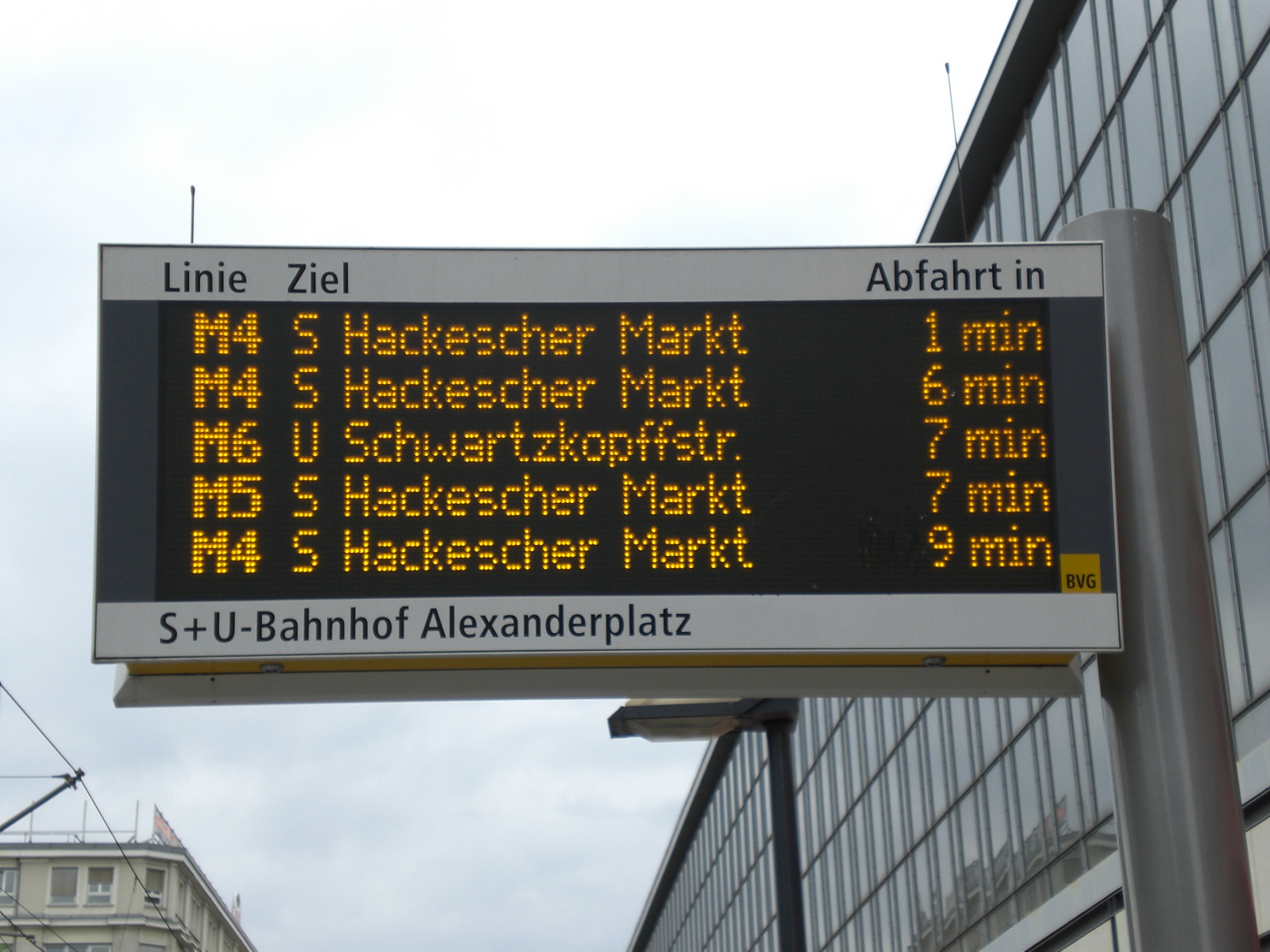
Anzeiger Straßenbahn (Alexanderplatz)
Anzeiger Straßenbahn in Wartung (Greifswalder Straße)